# Саймън Фрейзър
Саймън Фрейзър (на английски: Simon Fraser) е търговец на кожи и изследовател на Северна Америка от шотландски произход.

## Ранни години (1776 – 1805)
Роден е на 20 май 1776 година в градчето Мейпълтаун, щата Ню Йорк, Британска Америка, осмото и най-малко дете в шотландското семейство на капитан Саймън Фрейзър и Изабела Грант.
След смъртта на баща му цялото семейство се премества в Канада в град Кадилак, провинция Квебек. На 14-годишна възраст Фрейзър заминава за Монреал за допълнително обучение, където двама от чичовците му са търговци на кожи. След две години е приет на работа в „Северозападната компания“, търгуваща с ценни животински кожи. В периода 1792 – 1805 работи в района на езерото Атабаска и през 1801 става пълноправен член на компанията.
През 1793 служителят в компанията Александър Маккензи намира сухоземен и речен път до Тихия океан, но пътят се оказва дълъг и труден и поради това през 1805 ръководството на компанията възлага на Фрейзър да открие нов, по-лек и по-пряк път до океана и едновременно с това да разшири дейността на компанията западно от Скалистите планини.

## Изследователска дейност (1805 – 1808)
През есента на 1805 Фрейзър, заедно с помощника си Джон Стюарт, се изкачва по река Пис Ривър и по южната я съставяща река Парнснип, където основава търговски пунктове, които стават първите търговски обекти на компанията западно от Скалистите планини. На запад от изворите на Парнснип открива река Стюарт и езерата Стюарт и Фрейзър, като на брега на последното основава нова фактория (търговски пункт).
През 1806 проследява цялото течение на река Стюарт, изтичаща от езерото Стюарт и по река Нечако се спуска до река Фрейзър, където основава нов търговски пункт.
На 28 май 1808 с отряд от 24 души започва опасно спускане по река Фрейзър, като открива и изследва средното и долното ѝ течение. Пристига в устието на реката на 2 юли и поради враждебното отношение на местните индиански племена веднага тръгва обратно. След тежко и опасно изкачване по реката отрядът се завръща в устието на Нечако на 6 август 1808.

## Следващи години (1809 -1862)
През 1809 Фрейзър напуска района западно от Скалистите планини и се завръща в базата на езерото Атабаска, където остава до 1814 и отговаря за събирането на кожите около река Маккензи. След това е преместен в района на река Ред Ривър, където е въвлечен в конфликт с конкурентната „Компания Хъдсънов залив“, който конфликт прераства във въоръжено стълкновение през юни 1816. След сражението е арестуван и изпратен в Монреал, където се провежда съдебен процес, в който е оправдан. През 1818 окончателно напуска компанията и се установява в района на град Корнуол, провинция Онтарио. На 2 юни 1820 се жени за Катрин Макдонъл, като от брака си има пет синове и три дъщери. До края на живота си се занимава с различни дейности без особен успех.
Умира на 18 август 1862 година на 86-годишна възраст.

## Памет
Неговото име носят:
- град Фрейзър Лейк (54°03′ с. ш. 124°51′ з. д. / 54.05° с. ш. 124.85° з. д.), в провинция Британска Колумбия, Канада;
- езеро Фрейзър (54°05′ с. ш. 124°42′ з. д. / 54.083333° с. ш. 124.7° з. д.), в провинция Британска Колумбия, Канада;
- мост Фрейзър (53°53′ с. ш. 122°45′ з. д. / 53.883333° с. ш. 122.75° з. д.), на река Фрейзър, в град Принц Джордж, провинция Британска Колумбия, Канада;
- проход Фрейзър (52°31′ с. ш. 118°18′ з. д. / 52.516667° с. ш. 118.3° з. д.), в Скалистите планини, Канада;
- река Фрейзър (устие, 49°07′ с. ш. 123°12′ з. д. / 49.116667° с. ш. 123.2° з. д.), в провинция Британска Колумбия, Канада, вливаща се в Тихия океан през град Ванкувър;
- университет „Саймън Фрейзър“, в град Барнаби, провинция Британска Колумбия, Канада.